# Biradiolites
Biradiolites je rod rudista koji pripada porodici Radiolitidae.

## Rasprostranjenost
Ostatci roda Biradiolites pronađeni su u: Afganistanu, Albaniji, Bugarskoj, Crnoj Gori, Egiptu, Francuskoj, Grčkoj, Gvatemali, Hrvatskoj, Iranu, Italiji, Jamajci, Kubi, Meksiku, Nizozemskoj, Njemačkoj, Omanu, Peruu, Saudijskoj Arabiji, Sloveniji, Somaliji, Srbiji, Španjolskoj, Turkmenistanu i Turskoj. Među lokacijama u Hrvatskoj gdje su pronađeni ostatci ovog roda su otoci Brač i Vis.

## Taksonomija
Rodu Biradiolites pripadaju sljedeće vrste:
- Biradiolites dainellii Parona, 1911.
- Biradiolites foliacealaeformis Bøggild, 1930.
- Biradiolites pseudocornupastoris Bøggild, 1930.